# Tough Guys Don't Dance (film)
Tough Guys Don't Dance is een Amerikaans misdaaddrama uit 1987 geregisseerd door Norman Mailer en gebaseerd op zijn boek met dezelfde naam.

## Plot
Tim Madden wordt wakker na twee weken drinken en vindt bloed in zijn auto en een onthoofd hoofd op de plek waar hij zijn marijuana bewaart.

## Ontvangst
De recensies voor de film waren heel erg slecht en de film wist maar 858.250 dollar van zijn budget van 8 miljoen dollar terug te krijgen.
De film was genomineerd voor zeven  Razzies en won slechtste regisseur voor Mailer.
Een scene in de film waarin O'Neal meermaals "Oh man! Oh god!" schreeuwt werd later een internetmeme.

## Rolverdeling
| Acteur              | Personage     |
| ------------------- | ------------- |
| Ryan O'Neal         | Tim Madden    |
| Isabella Rossellini | Madeleine     |
| Lawrence Tierney    | Dougy         |
| Wings Hauser        | Luther        |
| Debra Sandlund      | Patty Lareine |
| Penn Jillette       | Big Stoop     |
| John Bedford Lloyd  | Wardley       |
| Frances Fisher      | Jessica       |